# Граса (Сеара)
Граса (порт. Graça)  —  муниципалитет в Бразилии, входит в штат Сеара. Составная часть мезорегиона Северо-запад штата Сеара. Входит в экономико-статистический  микрорегион Собрал. 
Население составляет 15 144 человека на 2006 год. Занимает площадь 281,890 км². Плотность населения — 53,7 чел./км².

## История
Город основан 15 апреля 1987 года. 

## Статистика
- Валовой внутренний продукт на 2003 составляет 24.711.492,00 реалов (данные: Бразильский институт географии и статистики).
- Валовой внутренний продукт на душу населения на 2003 составляет 1.648,31 реалов (данные: Бразильский институт географии и статистики).
- Индекс развития человеческого потенциала на 2000 составляет 0,593 (данные: Программа развития ООН).